# Buxus papillosa
Buxus papillosa är en buxbomsväxtart som beskrevs av Schneid. Buxus papillosa ingår i släktet buxbomar, och familjen buxbomsväxter. Inga underarter finns listade i Catalogue of Life.